# Bussy-lès-Daours
Bussy-lès-Daours es una comuna francesa situada en el departamento de Somme, en la región de Alta Francia.

## Demografía
| 189 | 189 | 218 | 278 | 334 | 325 | 331 | 398 |
| Para los censos de 1962 a 1999 la población legal corresponde a la población sin duplicidades (Fuente: INSEE [Consultar]) |     |     |     |     |     |     |     |